# Parapsyra fuscomarginalis
Parapsyra fuscomarginalis is een rechtvleugelig insect uit de familie sabelsprinkhanen (Tettigoniidae). De wetenschappelijke naam van deze soort is voor het eerst geldig gepubliceerd in 2006 door Liu & Kang.